# Fargesia cuspidata
Fargesia cuspidata är en gräsart som först beskrevs av Yi Li Keng, och fick sitt nu gällande namn av Zheng Ping Wang och Guang Han Ye. Fargesia cuspidata ingår i släktet bergbambusläktet, och familjen gräs. Inga underarter finns listade i Catalogue of Life.